# Каврије (Тревизо)
Каврије је насеље у Италији у округу Тревизо, региону Венето.
Према процени из 2011. у насељу је живело 852 становника. Насеље се налази на надморској висини од 17 м.